# Aurore Kassambara
Aurore Kassambara (née le 26 octobre 1979 à Paris) est une athlète française, spécialiste du 400 m haies.

## Carrière
Elle devient championne de France 2008 en 55 s 96 ratant les minima olympiques de peu. Elle battra ce chrono au meeting Herculis à Monaco en 55 s 24. Elle est sélectionnée aux Jeux Olympiques de Pékin pour le relais féminin 4 × 400 m.

## Palmarès
| Date | Compétition         | Lieu    | Résultat | Épreuve     | Temps   |
| ---- | ------------------- | ------- | -------- | ----------- | ------- |
| 2009 | Jeux méditerranéens | Pescara | 2e       | 400 m haies | 56 s 89 |